# Сан-Пьетро-Виминарио
Сан-Пьетро-Виминарио (итал. San Pietro Viminario) — коммуна в Италии, располагается в провинции Падуя области Венеция.
Население составляет 2478 человек, плотность населения составляет 191 чел./км². Занимает площадь 13 км². Почтовый индекс — 35020. Телефонный код — 0429.
Покровителем коммуны почитается святой апостол Пётр, празднование 29 июня.